# Legge di Kidlin

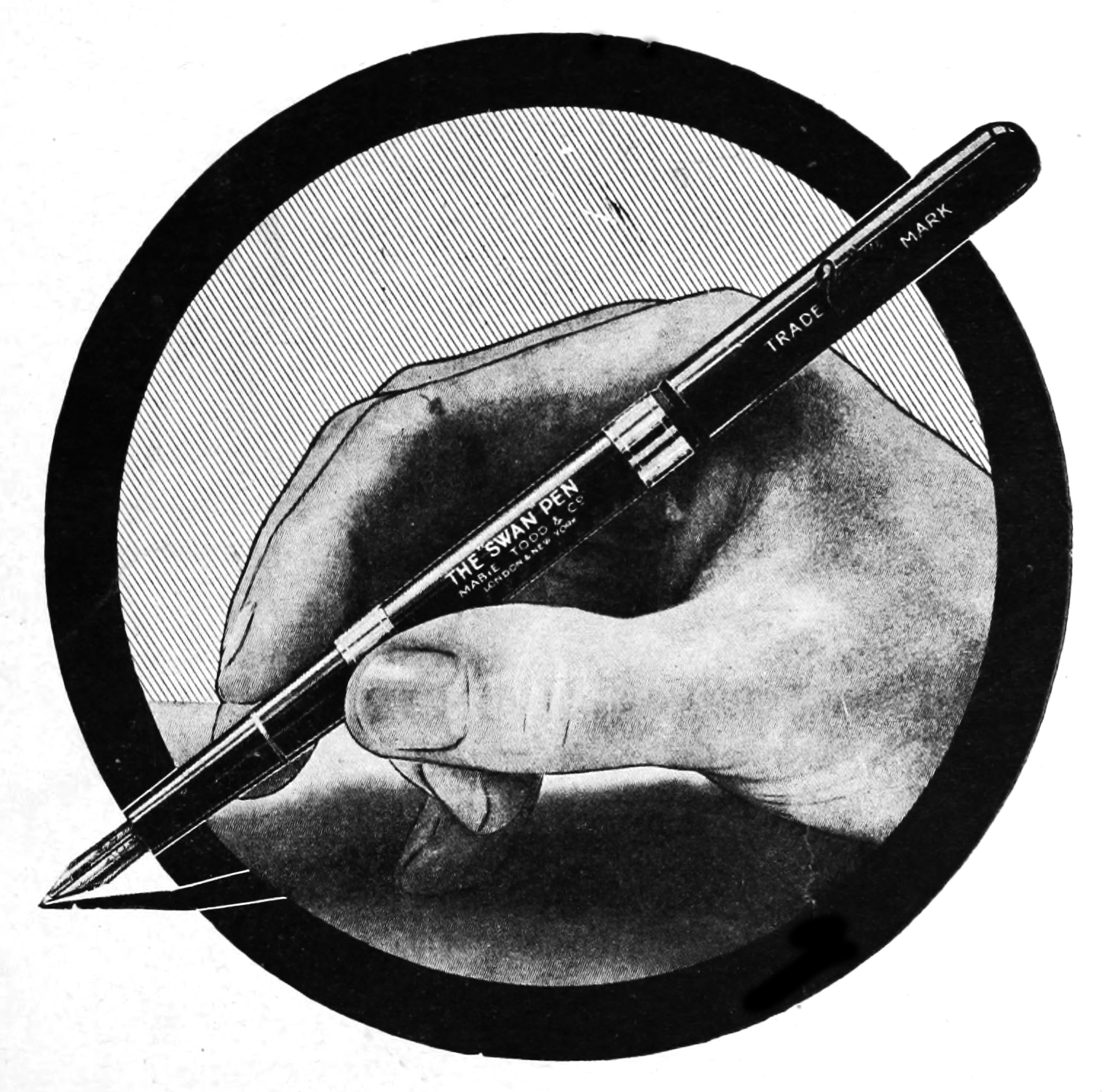
Illustrazione pubblicitaria, The Swan Pen

La Legge di Kidlin è un principio secondo il quale scrivere in modo chiaro un problema equivale al mezzo per la sua risoluzione. La Legge deve la sua origine al modus operandi di un personaggio di fantasia di un romanzo di James Clavell e potrebbe essere formulata come segue: